# 鹰鼻龙属
鷹鼻龍屬（屬名：Aquilarhinus，意為「老鷹的吻部」，取自其不尋常的嘴喙形態）是一屬鴨嘴龍科恐龍，來自美國德州的阿古哈組（Aguja Formation）。模式種兼唯一種是铲颌鹰鼻龙（A. palimentus）。根據不尋常的齒骨，推測具有鏟狀的喙部形態，不同於其他鴨嘴龍科。最初被歸類為小貴族龍的未命名種（Kritosaurus sp.），直到2019年重新分類並建立為新屬。
- 頭部復原